# Bugnate
Bugnate is een plaats (frazione) in de Italiaanse gemeente Gozzano.